# Bücherei der Abtei Thelem
Die Bücherei der Abtei Thelem ist eine Buchreihe von literarischen Werken, die zwischen 1910 und 1923 im Verlag Georg Müller erschien. Als Gründer und Herausgeber war Otto Julius Bierbaum tätig. Weiter wirkten die ausgezeichneten Philologen Carl Georg von Maaßen und Franz Blei an der Konzeption der Reihe mit und betreuten die Edition einzelner Werke. Von Maaßen und Blei waren beide dem Georg Müller Verlag verbunden, Maaßen durch die historisch-kritische Hoffmann-Ausgabe und die Bücherei der neuen Serapionsbrüder, Blei u. a. durch die große fünfbändige Lenz-Ausgabe. Bei den Bänden der Bücherei der Abtei Thelem handelte es sich vorwiegend um Bücher der französischen, deutschen und angelsächsischen Literatur des 18. Jahrhunderts, entweder im originalen Wortlaut oder in historischen Übersetzungen, die hier wieder greifbar gemacht wurden. Format und Einband der Reihe orientierte sich an den typischen historischen Bucheinbänden des 18. Jahrhunderts. Die bessere Ausstattung wurde in Halbleder in-8 vorgelegt, doch es erschienen auch nummerierte Vorzugsausgaben in Ganzleder sowie billigere Ausgaben und Nachdrucke, die in rotem, blauen oder grünem Leinen in den Buchhandel kamen. Neben den unten aufgeführten Bänden mit dem Reihentitel der Abtei Thelem publizierte der Verlag etliche weitere Bände ohne Reihentitel, die in Gestaltung und Ausstattung der Bücherei der Abtei Thelem gleichen und zu ihrem Themenbereich gehören, etwa weitere Werke von Diderot oder eine mehrbändige Ausgabe der Romane von Defoe. Auch die regulär der Buchreihe zugehörigen Werke tragen nicht in allen Auflagen auf dem Titelblatt den Reihentitel. Die Einbandgestaltung variiert, insgesamt sind die Abtei-Thelem-Bücher aber durch Format und Ausstattung als der Reihe (oder ihrem Umfeld) zugehörig erkennbar.

## Name
Die Reihe ist nach der Abtei benannt, die Rabelais in seinem Gargantua beschrieben hat. In diesem Kloster sind alle Lustbarkeiten und Freizügigkeit Pflicht; über dem Einlass steht (in deutscher Übersetzung) „Tu was du willst!“

## Bände
- Erster Band der Bücherei der Abtei Thelem

Laurence Sterne
Tristram Schandis Leben und Meynungen
In der Übersetzung von Johann Joachim Bode
1910
Erster Band
(Neu aufgelegt in grünem Leinen 1920 als Teil von Laurence Sterne: Gesammelte Schriften)
- Zweiter Band der Bücherei der Abtei Thelem

Laurence Sterne
Tristram Schandis Leben und Meynungen
In der Übersetzung von Johann Joachim Bode
1910
Zweiter Band
(Neu aufgelegt in grünem Leinen 1920 als Teil von Laurence Sterne: Gesammelte Schriften)
- Dritter Band der Bücherei der Abtei Thelem

Laurence Sterne
Tristram Schandis Leben und Meynungen
In der Übersetzung von Johann Joachim Bode
1910
Dritter Band
(Neu aufgelegt in grünem Leinen 1920 als Teil von Laurence Sterne: Gesammelte Schriften)
- Vierter Band (a) der Bücherei der Abtei Thelem

Erster Band
Laurence Sterne
Yoricks Empfindsame Reise
Aus dem Engl. von J. J.Bode.
Mit den Kupfern Mechau u. Crusius
1910
(Neu aufgelegt in grünem Leinen 1921 als Teil von Laurence Sterne: Gesammelte Schriften)
- Vierter Band (b) der Bücherei der Abtei Thelem (Bandnummer doppelt belegt)

Hans W. Fischer
Die Kette. Gedichte.
1910
OHalbpergamentband mit rotem Bezugspapier mit goldgeprägtem Rückentitel und Goldschnitt. Einziger Band der Reihe in Halbpergament und in größerem Format. Mit Einleitung des Herausgebers Bierbaum
- Fünfter Band der Bücherei der Abtei Thelem

Johann Gottwerth Müller von Itzehoe
Siegfried von Lindenberg. Eine komische Geschichte.
Bearb. und mit einem Vorwort versehen v. R. Elchinger.
16 Taf. nach Illustr. v. D. Chodowiecki
1918
- Sechster Band der Bücherei der Abtei Thelem

Denis Diderot
Jakob und sein Herr.
Unter Zugrundelegung der Mylius'schen Übersetzung zum ersten Mal vollständig hg. von Hans Floerke
1911
Erster Band
(1921 Neudruck der 2 Bücher in einem Band)
- Siebter Band der Bücherei der Abtei Thelem

Denis Diderot
Jakob und sein Herr.
Unter Zugrundelegung der Mylius'schen Übersetzung zum ersten Mal vollständig hg. von Hans Floerke
1911
Zweiter Band
(1921 Neudruck der 2 Bücher in einem Band)
- Achter Band der Bücherei der Abtei Thelem

Philip Dormer Stanhope Chesterfield
Briefe an seinen Sohn
Auf Grund der ersten deutschen, hier verbesserten Ausgabe in Auswahl hrsg. u. eingel. von Hans Feigl
1912
Erster Band
- Neunter Band der Bücherei der Abtei Thelem

Philip Dormer Stanhope Chesterfield
Briefe an seinen Sohn
Auf Grund der ersten deutschen, hier verbesserten Ausgabe in Auswahl hrsg. u. eingel. von Hans Feigl
1912
Zweiter Band
- Zehnter Band der Bücherei der Abtei Thelem

Voltaire [und verm. Henri-Joseph du Laurens für den zweiten Teil]
Kandide
Mit 5 Heliogravüren nach Kupfern von D. Chodowiecki.
Neudruck der Ausgabe: Berlin, Himburg, 1782.
1912
Zwei Teile in einem Band
- Elfter Band der Bücherei der Abtei Thelem

Marie Madeleine Gräfin von La Fayette
Die Prinzessin von Cleve
1913
- Zwölfter Band der Bücherei der Abtei Thelem

Desiderius Erasmus von Rotterdam
Das Lob der Narrheit
Aus dem Lateinischen nach der Ausgabe von 1781 neu hrsg. von L. Schmidt
Mit Illustrationen nach Holbein
1918
- Dreizehnter Band der Bücherei der Abtei Thelem

Tobias George Smollet [Smollett]
Roderich Random. Ein Seitenstück zum Gil Blas.
Nach der W. Ch. S. Myliusschen Übersetzung herausgegeben von Marianne Trebitsch-Stein.
1914
Erster Band
- Vierzehnter Band der Bücherei der Abtei Thelem

Tobias George Smollet [Smollett]
Roderich Random. Ein Seitenstück zum Gil Blas.
Nach der W. Ch. S. Myliusschen Übersetzung herausgegeben von Marianne Trebitsch-Stein.
1914
Zweiter Band
- Fünfzehnter Band der Bücherei der Abtei Thelem

Tobias George Smollet [Smollett]
Peregrine Pickle.
Nach der W. Ch. S. Myliusschen Übersetzung herausgegeben von Rudolf Kurtz
Buch 1 und 2 in Band 1
1914
- Sechzehnter Band der Bücherei der Abtei Thelem

Tobias George Smollet [Smollett]
Peregrine Pickle.
Nach der W. Ch. S. Myliusschen Übersetzung herausgegeben von Rudolf Kurtz
Buch 3 und 4 in Band 2
1914
- Siebzehnter Band der Bücherei der Abtei Thelem

Dulaurens [d. i. Henri-Joseph du Laurens]
Der Gevatter Matthies. Oder die Ausschweifungen des menschlichen Geistes.
Neu bearbeitet und herausgegeben von Hanns Floerke.
1918 (Auch in rotem Leinen)
Erster Band
- Achtzehnter Band der Bücherei der Abtei Thelem

Dulaurens [d. i. Henri-Joseph du Laurens]
Der Gevatter Matthies. Oder die Ausschweifungen des menschlichen Geistes.
Neu bearbeitet und herausgegeben von Hanns Floerke.
1918 (Auch in rotem Leinen)
Zweiter Band
- Neunzehnter Band der Bücherei der Abtei Thelem

Henry Fielding
Geschichte des Thomas Jones eines Findelkindes. Roman.
In der alten Uebersetzung von J. J. Bode.
1918
Erster Band
- Zwanzigster Band der Bücherei der Abtei Thelem

Henry Fielding
Geschichte des Thomas Jones eines Findelkindes. Roman.
In der alten Uebersetzung von J. J. Bode.
1918
Zweiter Band
- Einundzwanzigster Band der Bücherei der Abtei Thelem

Henry Fielding
Geschichte des Thomas Jones eines Findelkindes. Roman.
In der alten Uebersetzung von J. J. Bode.
1918
Dritter Band
- Zweiundzwanzigster Band der Bücherei der Abtei Thelem

Moritz August von Thümmel
Reise in die mittäglichen Provinzen von Frankreich.
Mit Kupfern und Vignetten von Pentzel, Schnorr von Carolsfeld und Ramberg
1918
Erster Band
- Dreiundzwanzigster Band der Bücherei der Abtei Thelem

August Moritz von Thümmel
Reise in die mittäglichen Provinzen von Frankreich.
Mit Kupfern und Vignetten von Pentzel, Schnorr von Carolsfeld und Ramberg
1918
Zweiter Band
- Vierundzwanzigster Band der Bücherei der Abtei Thelem

August Moritz von Thümmel
Reise in die mittäglichen Provinzen von Frankreich.
Mit Kupfern und Vignetten von Pentzel, Schnorr von Carolsfeld und Ramberg
1918
Dritter Band
- Fünfundzwanzigster Band der Bücherei der Abtei Thelem

Moritz August von Thümmel
Wilhelmine, ein prosaisch komisches Gedicht
Herausgegeben von Conrad Höfer
7 Kupfer, 13 Vignetten nach Friedrich Oeser v. Stock und Geyser
1919
- Sechsundzwanzigster Band der Bücherei der Abtei Thelem

Johann Gottfried Schnabel
Der im Irrgarten der Liebe herumtaumelnde Kavalier
1920 (Auch in rotem Leinen)
Erster Band
- Siebenundzwanzigster Band der Bücherei der Abtei Thelem

Johann Gottfried Schnabel
Der im Irrgarten der Liebe herumtaumelnde Kavalier
1920 (Auch in rotem Leinen)
Zweiter Band
- Achtundzwanzigster Band der Bücherei der Abtei Thelem

Christoph Martin Wieland
Die Geschichte des Prinzen Biribinker
Aufl. 800 Stück, von Kuntzler signiert
7 Abb. von Kuntzler, 241 Seiten
1923
- Neunundzwanzigster Band der Bücherei der Abtei Thelem

Laurence Sterne
Yoricks Predigten
Übertragen von Joseph Grabisch
Mit 6 Abb.
Erster Band
- Dreißigster Band der Bücherei der Abtei Thelem

Laurence Sterne
Yoricks Predigten
Übertragen von Joseph Grabisch
Mit 6 Abb.
Zweiter Band
- Einunddreißigster Band der Bücherei der Abtei Thelem

H(enry) L(ouis) Mencken
Verteidigung der Frau.
Übertragen von Franz Blei.
1923
- Vierunddreißigster Band der Bücherei der Abtei Thelem

Johann Gottlieb Schummel
Spitzbart, eine komi-tragische Geschichte.
Mit einem Vorwort u. Anmerkungen von C. G. von Maassen.
1920